# Sphingonotus lavandulus
Sphingonotus lavandulus är en insektsart som beskrevs av Popov, G.B. 1980. Sphingonotus lavandulus ingår i släktet Sphingonotus och familjen gräshoppor. Inga underarter finns listade i Catalogue of Life.